# Puente del Zújar (Belalcázar)
El puente del Zújar es un puente ferroviario situado en el municipio español de Belalcázar, en la provincia de Córdoba, región de Andalucía. La infraestructura fue levantada para permitir el paso de la línea Córdoba-Almorchón sobre el río Zújar, encontrándose actualmente en servicio.

## Historia
El tramo ferroviario Almorchón-Belmez fue inaugurado en 1868, entonces como un trazado independiente, aunque luego se integraría dentro de la línea Córdoba-Almorchón. Las obras corrieron a cargo de la Compañía de los Caminos de Hierro de Ciudad Real a Badajoz (CRB). Sobre el río Zújar se levantó un puente de hierro, situado en el punto kilométrico 17,403 del trazado ferroviario. La infraestructura tiene una longitud de 107 metros y está sujeta por un pilar central. Se trata de un puente de líneas clásicas, construido en forma de viga cajón en celosía. El principal material empleado es el hierro.